# Veselin Đoković
Veselin Đoković (ur. 18 lutego 1976 w Požedze) – serbsko-czarnogórski piłkarz grający na pozycji obrońcy, zawodnik obecnie bez klubu.
Posiadający dobre warunki fizyczne (185 cm wzrostu i 84 kg wagi) zawodnik swoją karierę rozpoczynał w miejscowym zespole Sloga Požega. Potem przeniósł się do klubu FK Bečej, gdzie w serbskiej ekstraklasie zaliczył pięć występów w tym zespole. Następnie przeniósł się w 1998 do zespołu AS Marsa, który występuje w tunezyjskiej lidze. W 1999 roku ponownie wrócił do Serbii i Czarnogóry zasilając kadrę zespołu Mladost Lučani. Pierwszym jego polskim klubem był klub Pogoń Szczecin, gdzie został sprowadzony w 2000 roku rozgrywając 17 meczów, strzelając przy tym jedną bramkę. Jesienią sezonu 2001/02 przeniósł się do Amiki Wronki rozgrywając 44 spotkania i strzelając jedną bramkę. Od początku sezonu 2004/05 gracz reprezentował barwy Legii Warszawa. W czerwcu 2006 podpisał kontrakt z Koroną Kielce, gdzie grał z numerem 2.
Na początku 2007 r. z powodów osobistych wyjechał do Serbii i nie powrócił już do Polski. Obecnie jest trenerem FK Sloga Požega
Redakcja tygodnika Piłka nożna w organizowanym przez siebie corocznym plebiscycie uhonorowała zawodnika wybierając go do „jedenastki obcokrajowców Orange Ekstraklasy” za rok 2006.